# Fibra ottica spenta
Nelle telecomunicazioni per fibra ottica spenta si intende una connessione fisica in fibra ottica in cui sono stati predisposti i cavi, ma non le apparecchiature di trasmissione che li dovrebbero usare per trasmettere il segnale ottico.
La fibra spenta (dark fibre) indicava originariamente il potenziale di capacità delle infrastrutture di telecomunicazione. Poiché il costo marginale per installare cavi in fibra ottica aggiuntivi è molto basso una volta scavata una trincea o posata una conduttura, negli Stati Uniti fu installata una grande quantità di fibra durante il boom delle telecomunicazioni alla fine degli anni '90 e nei primi anni 2000.
Questa capacità in eccesso fu successivamente definita fibra spenta dopo il crollo della bolla dot-com dei primi anni 2000, che ridusse temporaneamente la domanda di trasmissione dati ad alta velocità.
Questi cavi in fibra ottica inutilizzati crearono poi un nuovo mercato per servizi privati specifici, che non potevano essere supportati dai cavi “accesi” (ovvero quelli utilizzati nelle comunicazioni tradizionali a lunga distanza).

## Descrizione
Con tali caratteristiche, la fibra spenta può poi essere affittata e comprata da enti che poi vi connettono le proprie apparecchiature di trasmissione; può quindi rappresentare il tipo di connessione più veloce a disposizione di un ente, che si distingue dalle connessioni su cavi condivisi in cui si affitta solo una certa banda.
La disponibilità di tale infrastruttura è dovuta allo scarso impatto del costo del materiale (la fibra) sul costo totale dell'opera (circa il 10%). In caso di scavi e lavori, dunque, la società operante può decidere di installare anche cavi aggiuntivi in fibra ottica per cui non è ancora previsto un uso, per anticipare la domanda futura di questo genere di rete.
Gran parte del costo per l’installazione dei cavi è legato ai lavori di ingegneria civile necessari. Questi includono la pianificazione e la definizione dei percorsi, l’ottenimento dei permessi, la creazione di condotti e canaline per i cavi, e infine l’installazione e la connessione. Tali attività rappresentano solitamente la maggior parte dei costi per lo sviluppo di reti in fibra ottica.
Ad esempio, nell’installazione a livello cittadino della rete in fibra ad Amsterdam, circa l’80% dei costi era legato alla manodopera, mentre solo il 10% riguardava la fibra stessa.
Per questo motivo, ha senso pianificare e installare una quantità di fibra ben superiore al fabbisogno attuale, in modo da supportare future espansioni e garantire la ridondanza della rete nel caso in cui uno dei cavi dovesse guastarsi.
Molti proprietari di infrastrutture in fibra ottica, come compagnie ferroviarie e aziende di energia elettrica, hanno sempre incluso fibre aggiuntive con l’intenzione di affittarle ad altri operatori.
Durante la bolla delle dot-com, numerose compagnie telefoniche costruirono reti in fibra ottica, ciascuna con il piano aziendale di conquistare il mercato delle telecomunicazioni offrendo una rete con una capacità sufficiente a gestire tutto il traffico esistente e previsto nella regione servita.
Questo si basava sull’assunzione che il traffico telecom, in particolare quello dati, avrebbe continuato a crescere esponenzialmente nel tempo.
L’avvento della multiplexing a divisione di lunghezza d’onda (WDM) ha però ridotto la domanda di fibra, aumentando la capacità di una singola fibra fino a 100 volte.
Secondo Gerry Butters, ex responsabile del gruppo Optical Networking di Lucent Technologies presso i Bell Labs, la quantità di dati che poteva essere trasportata da una fibra ottica stava raddoppiando ogni nove mesi in quel periodo.
Questo rapido progresso nella capacità di trasmissione ha ridotto la necessità di installare nuove fibre. Di conseguenza, il prezzo all’ingrosso delle comunicazioni dati è crollato e numerose aziende del settore hanno chiesto protezione fallimentare. Due esempi noti negli Stati Uniti sono Global Crossing e Worldcom.
In modo simile alla mania ferroviaria del XIX secolo, la sfortuna di un settore di mercato si è trasformata nella fortuna di un altro: quell’eccesso di capacità ha infatti dato origine a un nuovo settore delle telecomunicazioni.

## Mercati
Per molti anni, i carrier locali incumbent (incumbent local exchange carriers) si sono rifiutati di vendere fibra spenta agli utenti finali, poiché ritenevano che vendere l’accesso a questo asset fondamentale avrebbe cannibalizzato altri loro servizi più redditizi. Negli Stati Uniti, i carrier incumbent erano obbligati a vendere fibra spenta ai carrier locali concorrenti come elementi di rete disaggregati (unbundled network elements, UNE), ma sono riusciti a fare pressioni per ridurre queste disposizioni per le fibre esistenti ed eliminarle del tutto per le nuove fibre installate nei progetti fiber to the premises (FTTP).
Gli scambi di fibra tra operatori concorrenti sono piuttosto comuni. Questo permette di estendere la copertura delle loro reti in aree dove l'altro operatore è presente, in cambio di capacità in fibra in zone dove esso non è presente. Questa pratica, nel settore, è nota come “coopetition” (cooperazione + competizione).
Nel frattempo, sono nate aziende specializzate come fornitori di fibra spenta. La fibra spenta è diventata più disponibile durante il periodo di enorme sovraccapacità successivo al boom delle telecomunicazioni tra la fine degli anni '90 e il 2001. Successivamente, il mercato della fibra spenta si è ristretto con il ritorno degli investimenti per “accendere” la fibra esistente e con le fusioni e acquisizioni che hanno portato a una consolidazione tra i fornitori di fibra spenta.

## Networks
La fibra spenta può essere utilizzata per creare una rete in fibra ottica gestita direttamente dal suo operatore, attraverso fibra affittata o acquistata da un altro fornitore. Questo approccio si differenzia dall’acquisto di larghezza di banda o di capacità su linee dedicate già attive e gestite da terzi. Le reti in fibra spenta possono essere impiegate per reti private, per l’accesso a Internet o come infrastruttura Internet.
Le reti in fibra spenta possono essere punto-punto, oppure usare topologie a stella, ad anello auto-riparante o a maglia (mesh).
Poiché entrambe le estremità del collegamento sono sotto il controllo della stessa organizzazione, le reti in fibra spenta possono utilizzare i protocolli ottici più recenti, ad esempio con tecniche di multiplexing a divisione di lunghezza d’onda (WDM) per aumentare la capacità secondo necessità e fornire un percorso di aggiornamento tecnologico. Molte reti metropolitane in fibra spenta utilizzano apparecchiature Gigabit Ethernet a basso costo su CWDM (Coarse WDM), invece dei più costosi sistemi ad anello SONET.
Le reti in fibra spenta offrono un ottimo rapporto prestazioni/prezzo per utenti con esigenze elevate, come Google, che la utilizza per i propri dati video e di ricerca, o per aziende che vogliono gestire una rete propria per motivi di sicurezza o per altri motivi commerciali.
Tuttavia, le reti in fibra spenta sono disponibili soprattutto in aree ad alta densità di popolazione, dove la fibra è già stata posata, poiché i costi di ingegneria civile per portare la fibra in nuove località sono spesso proibitivi. Per questo motivo, le reti in fibra spenta sono tipicamente utilizzate tra data center o in luoghi con infrastruttura in fibra già esistente.

## Variazioni
La fibra spenta gestita (managed dark fibre) è una forma di accesso alla fibra spenta tramite multiplexing a divisione di lunghezza d’onda (WDM), in cui il fornitore della fibra invia un segnale pilota all’interno della fibra, utilizzando un trasponditore sintonizzato su una lunghezza d’onda specifica, per scopi di monitoraggio e gestione.
La fibra spenta virtuale, invece, utilizza il multiplexing per lunghezze d’onda per permettere a un fornitore di servizi di offrire singole lunghezze d’onda (λ) su una stessa fibra ottica. Le altre lunghezze d’onda possono essere affittate ad altri clienti o impiegate per altri scopi. Questo approccio viene solitamente realizzato utilizzando il CWDM (Coarse Wavelength Division Multiplexing), perché il maggiore intervallo tra le bande (20 nm) rende questi sistemi meno soggetti a interferenze.